# دبق أبيض
الهدال أو الدبق الأبيض   أو خرقطان (باللاتينية: Viscum album) نوع من الدبق الذي يتبع الفصيلة الصندلية. هذا النبات شائع في أوروبا ويتطفل على أشجار اللوز والبلوط والحور والصفصاف والتفاح، يستخدم هذا النوع الماصات للحصول على الماء والأملاح المعدنية من النبات المضيف.

نبات دبق أبيض متطفلاً على شجرة مثمرة

## البيئة والانتشار
موطنه بلاد الشام والمغرب العربي وكل مناطق أوروبا تقريبًا.